# Clinton Township (comté de Clinton, Missouri)
Clinton Township est un ancien township  du comté de Clinton dans le Missouri, aux États-Unis,. 
Il est fondé en 1871 et  baptisé en référence au comté où il est situé.

## Source de la traduction
- (en) Cet article est partiellement ou en totalité issu de l’article de Wikipédia en anglais intitulé « Clinton Township, Clinton County, Missouri » (voir la liste des auteurs).